# Metsaääre (Märjamaa)
Metsaääre – wieś w Estonii, w prowincji Rapla, w gminie Märjamaa, nad rzeką Vigala. W 2011 roku zamieszkana przez 17 osób.